# Poklek pri Podsredi
Poklek pri Podsredi je naselje v Občini Kozje.